# Younes El Andaloussi
Younes El Andaloussi – marokański piłkarz, grający na pozycji pomocnika.

## Kariera klubowa

### KAC Kénitra (2011–2013)
Zaczynał karierę w KACu Kénitra, w którym zadebiutował 22 sierpnia 2011 roku w meczu przeciwko Rai Casablanca, wygranym 1:0, grając 85 minut. Pierwszego gola strzelił 18 września w meczu przeciwko OC Safi, zremisowanym 1:1. Do siatki trafił w 16. minucie. W swoim pierwszym sezonie zagrał 14 meczów i strzelił gola.
W sezonie 2012/13 rozegrał 6 meczów.
Łącznie zagrał 20 meczów i strzelił bramkę.

### Dalsza kariera (2013–)
1 lipca 2013 roku dołączył do nieznanego klubu.